# La Guierche
La Guierche ist eine französische Gemeinde mit 1.285 Einwohnern (Stand: 1. Januar 2022) im Département Sarthe in der Region Pays de la Loire. Sie gehört zum Arrondissement Le Mans und zum Kanton Bonnétable. Die Einwohner werden Guierchois genannt.

## Geographie
La Guierche liegt etwa elf Kilometer nördlich von Le Mans. Die Sarthe begrenzt die Gemeinde im Westen. Umgeben wird La Guierche von den Nachbargemeinden Montbizot im Norden und Nordwesten, Souligné-sous-Ballon im Nordosten, Joué-l’Abbé im Osten, Neuville-sur-Sarthe im Süden, La Bazoge im Südwesten sowie Souillé im Westen.

## Bevölkerungsentwicklung
| Jahr                       | 1962 | 1968 | 1975 | 1982 | 1990 | 1999 | 2006 | 2018 |
| Einwohner                  | 601  | 581  | 621  | 663  | 837  | 917  | 1107 | 1132 |
| Quellen: Cassini und INSEE |      |      |      |      |      |      |      |      |

## Sehenswürdigkeiten

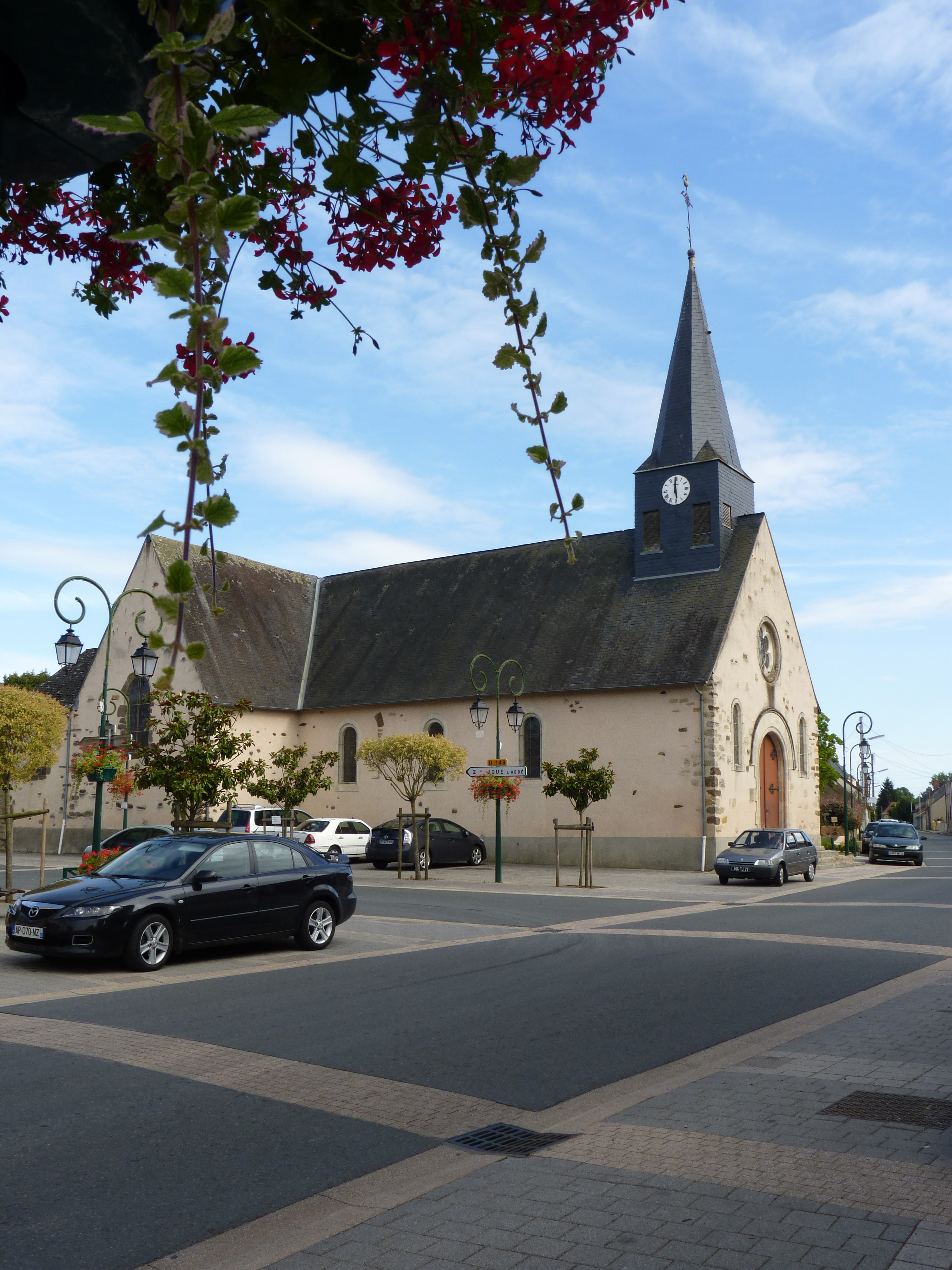
Kirche Sainte-Anne

- Kirche Sainte-Anne